# Paragymnomerus signaticollis
Paragymnomerus signaticollis är en stekelart som först beskrevs av Moravitz 1883.  Paragymnomerus signaticollis ingår i släktet Paragymnomerus och familjen Eumenidae. Utöver nominatformen finns också underarten P. s. tauricus.